# デイヴィッド・チャーマーズ

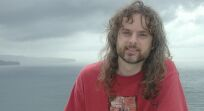
デイヴィッド・チャーマーズ

デイビッド・ジョン・チャーマーズ （David John Chalmers、1966年4月20日 - ）は、オーストラリアの哲学者である。心の哲学の分野における指導的な哲学者のひとりで、2006年現在オーストラリア国立大学の哲学教授であり、同校の意識研究センターのディレクターを務めている。オーストラリアのシドニー生まれ。チャルマーズとも書かれる。

## 略歴
チャーマーズは1966年、オーストラリアのシドニーで生まれた。1982年、高校生のとき国際数学オリンピックで銅メダルを獲得。その後オーストラリアのアデレード大学に入学し、数学とコンピュータ科学を学ぶ。卒業後はローズ奨学生としてイギリスのオックスフォード大学リンカーンカレッジに渡り数学を専攻する。しかし自身の興味の対象が数学から心の哲学に移り変わってきたことを実感し一念発起、アメリカにわたり専攻を変える。
すぐにインディアナ大学ブルーミントン校に入学し、ダグラス・ホフスタッターの指導のもと哲学・認知科学のPhDを取得。その後1993年から1995年までセントルイス・ワシントン大学の"哲学-神経科学-心理学プログラム"（Philosophy-Neuroscience-Psychology program）の特別研究員、カリフォルニア大学サンタクルーズ校哲学教授、アリゾナ大学で哲学教授および同校の意識研究センターのディレクターを経て、2004年からオーストラリア国立大学で哲学教授および同校の意識研究センターのディレクター。2015年ジャン・ニコ賞受賞。

## 研究
この節ではチャーマーズの研究内容を順繰りに説明していく。当節の内容は基本的に彼の著書"The Conscious Mind"（邦訳「意識する心」）の要約である。

### 哲学的ゾンビ
チャーマーズが好む思考実験の一つに、普通の人間と全く同じだが唯一、内面的な経験（クオリア）だけを欠いた哲学的ゾンビの話がある。彼はこの哲学的ゾンビの概念を用いて、ゾンビ論法または想像可能性論法と呼ばれる、唯物論を否定する論証、を行う。この論証は彼の立場の最も基礎的と言える部分に位置している。そのためチャーマーズを批判する研究者は、このゾンビ論法の部分に焦点をあわせて議論を展開していくことが多い。

### 意識のハード・プロブレム
とはいえチャーマーズはゾンビ論法の結論、つまり唯物論の否定、を前提に話を進めていく。そして難しい問題に直面する。それは内面的な経験（現象的意識やクオリアと呼ばれるもの）とは一体何なのか、という問題である。この問題をチャーマーズは意識のハード・プロブレムと名づける。
意識のハード・プロブレムはチャーマーズが提唱した概念の中でも、最も有名なもののひとつとなっている、チャーマーズが初めてハード・プロブレムについて言及したのは1994年のツーソン会議での発表時である。その後 論文と著書 "The Conscious Mind" (1996)において更に議論を精錬されたものとしている。
1994年当時まだ28歳の駆け出しの研究者に過ぎなかったチャーマーズであったが、ハードプロブレムについての議論は大きい反響を呼び、ノーベル賞受賞者を含む多くの研究者から25もの論文が返答として寄せられた。この中にはダニエル・デネット、コリン・マッギン、フランシスコ・バレーラ、フランシス・クリック、ロジャー・ペンローズなどがおり、辛辣な意見も多かった。しかしチャーマーズはこれら著名な研究者らの指摘に対し、全て答えていくという形で、新しい論文を執筆する。これら一連のやり取りは現在一冊の論文集にまとめられている。
意識のハード・プロブレムという言葉はこれら一連の論文やりとりを通じて、研究者の間に広く知られるようになり、それとともにチャーマーズ自身もハード・プロブレムという言葉の提唱者として業界で名を知られるようになった。

### 現象判断のパラドックス
とはいえゾンビ論法を用いてゾンビを想定可能（Conceivable）とする自身の立場には困難があることをチャーマーズは認める。それは二元論特有の因果と関わる困難である。これは、クオリアが物理状態に対して因果的に無能であるならば、クオリアについて語る自分の行為そのものもクオリアと無関係に行われていることになる、という問題である。これが二元論にとって最大の問題であることを認め、それを現象判断のパラドックスを名付ける。
この問題に対する彼の解答として、物理状態に対して現象的な意識体験が、論理的にではなく自然法則的に付随する状態があるのだろう、とする。つまり私達のまだ知らない自然法則がこの宇宙に何かあるのだろうとする。そうして、次節以降のラディカルな主張へと進む。

### 物理学の拡張
サンデータイムズ誌では「今年の最もすぐれていた科学書のひとつ」として"The Conscious Mind"(1995)を挙げている。
"The Conscious Mind"は物理学者の林一によって日本語に翻訳されている。（「意識する心」(2001)）この本のなかでチャーマーズは、意識に関する全ての物事を"現在の物理学"の範囲内の現象として説明してしまおうとする還元主義的な方法は、うまくいかない、と力説している。これは別に生気論や神秘主義といった系統の主張ではなく、現代の物理学は拡張されるべきだと主張しているのである。
つまり、マクスウェルがニュートン力学へ電荷と一揃いの方程式を加えて当時の物理学を拡張することで電気現象の説明に成功したように、内面的な心的体験（クオリアと呼ばれる）を、ひとつの実体（entity）として導入し、その振る舞いを記述する新しい法則を見つけることで意識の問題を解決すべきだとする。つまり意識体験を、質量やエネルギー、電荷、スピンなどと並ぶ、他の何かには還元されない、この世界の基礎的な性質（根本特性、Fundamental property）のひとつとして扱っていくべきだとする。そしてこの内面的な心的体験（クオリア）の振る舞いを記述する、探索すべき未知の自然法則のことを、チャーマーズは精神物理法則（Psychophysical law）と呼ぶ。

### 精神物理法則
とはいえ精神物理法則が具体的にどういったものなのかについては、チャーマーズ自身は何も具体的な内容は持ち合わせていない。しかし、著書の中でそうした法則が持つだろう特徴・条件を原理という形で提出しつつ、抽象的であるにせよ、精神物理法則はおおよそどのようなものでありそうかを考察している。

#### 構造的コヒーレンスの原則
意識体験が物理状態との関連の中で持つであろう性質として、まず構造的コヒーレンスの原則（こうぞうてきコヒーレンスのげんり、英: The principle of structural coherence）を挙げている。これは機能的な気づきの構造と、現象意識の構造の間には、同型性があるだろう、というもの。
現象的な意識体験のある所には、機能的な気づき（アウェアネス）があり、適切な種類の機能的な気づきのある所には現象的な意識体験がある、そしてこれら機能的な気づきと現象的な意識体験の間に構造的な同型性がある、というもの。これを構造的コヒーレンスの原理と呼び、意識に関する新しい自然法則を捜す際の指針になる原理として、つまり意識に関する新しい自然法則が満たさなければならない基本的な束縛条件のひとつとして提示した。
ここでいう気づき（アウェアネス）とは、ある情報を包括的なコントロールに直接的に利用できる状態（direct availability for global control）」を言い、例えば赤いものが見えていることに気づいているとは、「赤いもの見えている」と言葉で報告できること、また赤い信号の表示に気づいている場合であれば「信号が赤いのが見えたので、横断歩道ではなく陸橋を使って道を渡ることにした」といった計画的で全体的な運動に情報を利用できることなどを言う。反射や無意識での反応ではこうしたことは起こらない。
チャーマーズが提示したこの構造的コヒーレンスの原則は、バースのグローバルワークスペース・セオリーやデネットのセレブラル・セレブリティの理論と似ている。つまり脳の一部だけで利用可能な情報でなく、広域的に利用可能な情報が意識に上る、という理論とである。チャーマーズの理論とそれらの違いは、バースやデネットが存在論的に物理主義的な立場からこうした理論を提唱しているのに対し、チャーマーズは性質二元論的立場からこの原理を主張している点にある。つまり物理的に定義される「気づき」の状態に対して、対応する現象意識が自然法則的に付随する、という形でこの原理を提示している。
チャーマーズは構造的コヒーレンスの原理を自然法則ではなく、新しい自然法則が満たす条件として提示している。というのも、この原理の記述の中に「気づき」というマクロレベルの特性が使われているためである。意識に関する新しい自然法則があるとするなら、それはミクロレベルの特性で記述されなければならないとし、気づきの概念（ある情報を包括的なコントロールに直接的に利用できる状態）は、例えば「情報の増幅レベル」といったミクロレベルの特性へ帰着できるのではないか、という推測を提示している。

#### 構成不変の原則
意識体験が物理状態との関連の中で持つであろう性質として、次に構成不変の原則（英: The principle of organizational invariance）というものを挙げている。これは物理系がどのような材料から出来ていようと、つまり材料がニューロンであろうとICチップであろうと、それの持つ「きめの細かい（Fine grained）機能構成（Functional organisation）」が同一なら、同一の意識体験が生じるだろう、というもの。意識体験は物理系の持つきめの細かい機能構成に付随して生じる、という仮説。心の哲学の機能主義の考えを、性質二元論的な形で拡張したテーゼ。この原理は現象意識の実現に関する多重実現可能性を含意する。

#### 情報の二相理論

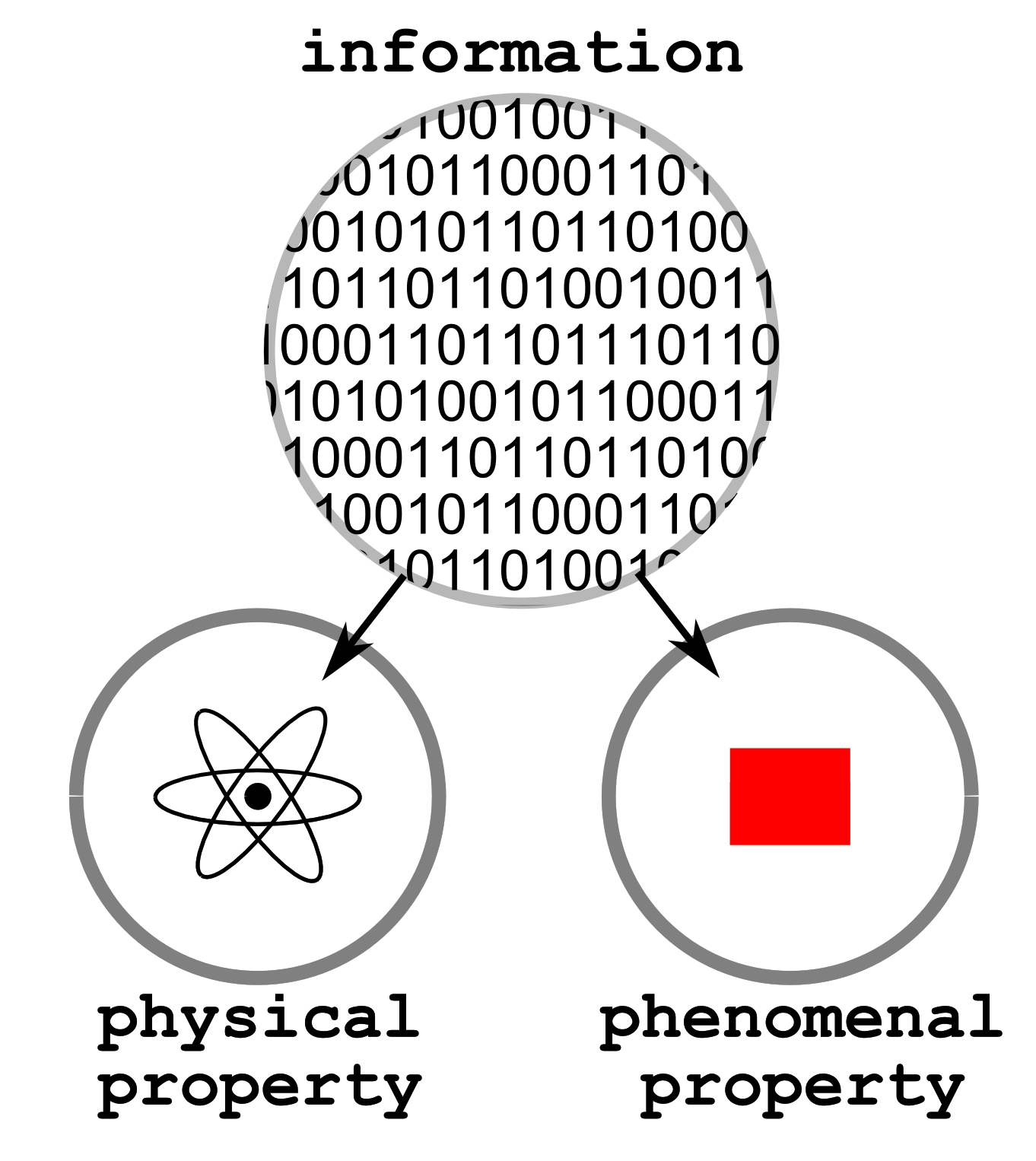
チャーマーズの考える情報の二相理論。この世界の本質的な所には、ビット列のようなもので構成される抽象的な情報空間がまずあり、その情報空間が物理的性質と現象的性質という二つの性質を持つ、という考え。中立一元論の一種。

そして以上二点の原則についての考察から、重要であろうものとして情報に注目する。そこから情報の二相説（double-aspect theory of information）を可能性として提唱する。これは実在に関する形而上学的立場で、世界の究極的な実在（Ultimate reality）を情報（information）とし、その情報が物理的な性質と現象的な性質を持つのではないか、とする立場。
この立場は心身問題の伝統の中で中立一元論（または性質二元論）と呼ばれる立場にあたる。中立一元論とは世界の究極的な実在として、物理的でも心的でもない、何か別のものを考える立場である。チャーマーズはそうした何か別のものとして、情報を考えている。
情報という言葉は、広い範囲の意味をもつが、チャーマーズは情報の定義として、グレゴリー・ベイトソンの「違いを生む違い」（a difference which makes a difference）を引く。
情報を究極的な実在とするアイデアは、物理学者ジョン・アーチボルト・ウィーラーの哲学に大きい影響を受けている。ウィーラーは量子力学に関する考察の中から、世界の究極的な実在を情報と考え、それを "it from bit"（それはビットから）という標語であらわした。
チャーマーズは、情報を外側から見ると物理的、内側から見ると現象的、とする。
つまりビット列のようなもので構成された抽象的な情報空間がまずあり、そこから物理的状態および現象的状態が、それぞれ実現されているのではないかという形而上学。この形而上学を一つの参考としつつ精神物理法則を模索すべきでないかとする。この考え方の利点の一つは、情報空間が共通項として存在するため、物理状態と現象的状態の間での直接の因果関係を仮定せずとも、物理状態と意識との連動を説明できる点である。

### 汎経験説
そして情報の二相理論を推し進める事によって汎経験説（Panexperientialism）が得られる（単に汎心論と表現されることも多い）。汎経験説とは、世界の基礎的な構成要素の一つとして人間の脳だけに限らずあらゆる所に現象的意識があるであろう、という考え方で物理的な情報処理の実現がある所には、現象的な意識もまたあるという考え方。チャーマーズはサーモスタットや岩にも、人間のもつそれより遥かに単純であるにせよ、現象的意識がある、と主張する。これは一見かなり突飛な主張だが、精神物理法則を上のようなものとして考え、かつ「自然界の中で人間の脳は、取り立てて特別な何かではない」または「自然を統べる法則はすべての時・場所で共通である」という自然の斉一性を前提しさえすれば、当然の帰結として導かれる。しかし日常的な常識からの隔たりが大きいため、「その結果はあまりに常識に反する」といった形で批判される事が多い。

## 意識に関する立場の分類
チャーマーズは2002年の論文 "Consciousness and its Place in Nature"（意識と自然の中におけるその場所）の中で、心の哲学における意識の問題に対するありえる立場の分類を発表している。これはハードプロブレムに対するよく見られる応答の種類を列挙したものである。認識論的ギャップ（epistemic gap）と存在論的ギャップ（ontological gap）という概念と、物理領域の因果的閉包性の概念を分類の指標にしている。認識論的ギャップとは説明のギャップやマリーの部屋の議論の中で現れる・または前提にされている「物理的な領域と現象的な意識体験の領域の間には説明上の断絶、ギャップがある」という考え・直感のことである。存在論的ギャップとは「物理的な領域と現象的な意識体験の領域は別のモノである」という考えのことである。チャーマーズ自身の立場は最後の#タイプF 一元論である。

### タイプA 唯物論
タイプA 唯物論（たいぷえーゆいぶつろん、Type-A Materialism）は認識論的ギャップを否定する。仮に肯定するとしてもそれは容易に埋まるものとする。当然存在論的ギャップの存在は否定する。この立場からすれば意識のイージーな問題がすべて解決されれば、もはや意識のハードな問題と言えるようなものは何も残らない。クオリアの反転や欠如は想定不可能であり、マリーは白黒の部屋から出ても現象的なものについての新しい知識は何も得ない（仮に何かを獲得するとしてもそれはある種の能力である）。この立場は、消去主義的唯物論の形をとって意識を存在しないとする、または行動主義的・機能主義的な用語で定義する形の中で意識を存在するとする、といった結果になるとする。チャーマーズはタイプA 唯物論者の例としてダニエル・デネット、フレッド・ドレツキ、ギルバート・ハーマン、デイヴィッド・ルイス、ギルバート・ライルなどを挙げる。

### タイプB 唯物論
タイプB 唯物論（たいぷびーゆいぶつろん、Type-B Materialism）は認識論的ギャップの存在は肯定するが、存在論的ギャップの存在は否定する。この立場からすると、マリーは白黒の部屋から出たとき古い知識を新しい方法で学ぶ。イージーな問題と区別されるハードな問題は残るがそれは物理主義の範囲内で解決されることになる実証的な問題だと考える。つまり現象的と言われるものは特定の物理状態や機能的状態と同一であることがやがて分かる、とする。チャーマーズはタイプB 唯物論者の例としてネド・ブロック、ジョン・ペリーなどを挙げる。

### タイプC 唯物論
タイプC 唯物論（たいぷしーゆいぶつろん、Type-C Materialism）は非常に深い認識論的ギャップの存在を認める。しかし原理的にそのギャップは埋まりうるもので、存在論的ギャップの存在は否定する。人間の持つ知的・能力的な問題が理解の障壁となっている可能性を指摘するも、そこから来る深い認識論的ギャップも究極的には原理的に埋め得るものであるとする。チャーマーズはタイプC 唯物論に共感的な人物の例として新神秘主義者のコリン・マッギンなどを挙げる（ただしマッギンは最終的にはタイプF 一元論に近いとする）。

### タイプD 二元論
タイプD 二元論（たいぷでぃーにげんろん、Type-D Dualism）は、認識論的ギャップと存在論的ギャップの存在を認めた上で、物理領域は因果的に閉じていないと考える立場。いわゆる相互作用説と呼ばれる立場。チャーマーズはタイプD 二元論の例としてデカルトの実体二元論を挙げる。つまりDはデカルト（Descartes）のDである。

### タイプE 二元論
タイプE 二元論（たいぷいーにげんろん、Type-E Dualism）は、認識論的ギャップと存在論的ギャップの存在を認めた上で、物理領域は因果的に閉じていると考える立場。いわゆる随伴現象説と呼ばれる立場。つまりEは随伴現象説（epiphenomenalism）のEである。チャーマーズはタイプE 二元論者の例としてフランク・ジャクソンなどを挙げる。

### タイプF 一元論
タイプF 一元論（たいぷえふいちげんろん、Type-F Monism）は、根本的な物理的対象（Fundamental physical entity）の内在的性質（intrinsic property）として意識を考える立場。物理領域は因果的に閉じていることを受け入れつつ、その内側に意識特性があるとする。チャーマーズはタイプF 一元論の例として、バートランド・ラッセル、自分（チャーマーズ自身）、ガレン・ストローソンなどを挙げる。

## 批判
哲学者によるチャーマーズへの批判は主に概念を細かく分析することによって行われる専門的(technical)なものが主となる。

### チャーマーズ自身が想定する自己批判
チャーマーズ自身が論じているように、彼の立場の最大の問題が直感的に最も分かりやすい形で現れるのは現象判断のパラドックスである。
チャーマーズはゾンビが想定可能（つまり物理的な事実に意識体験は論理的に付随しない）という前提を取るが、その前提から議論を進めていくと、チャーマーズ自身が議論しているように「物理的事実に関して私達の世界と全く同じだが意識体験を完全に欠いた、双子のゾンビ世界」の想定が可能となる。
するとそこにはチャーマーズのゾンビ双子（チャーマーズと物理的に全く同型の意識体験だけを欠いた存在）がいる。チャーマーズのゾンビ双子は意識体験を全く持っていないにもかかわらず、ハードプロブレムについて論文を書き、意識に関する新しい自然法則を探究すべきだ、と唱えていなければならない。そしてゾンビ世界の中で、構造的コヒーレンスの原則や構成不変の原理などの意識体験に関する新しい自然法則が持つだろう特徴について、この世界のチャーマーズと全く同じ分析を行っていなければならない。ここに直感的に大きい矛盾がある。つまりチャーマーズのゾンビ双子はいったいゾンビ世界の中で何について研究しているのか、と。
批判は、このおかしい状況を引き起こす事になるそもそもの原因であるゾンビ論法の部分に対し、想定可能性（Conceivability）や論理的付随性（Logical Supervenience）、必然性（Necessity）などの概念を分析しつつ行われる。

## その他
- 哲学に関する文献についての情報を二十万点近く集めた文献情報サイトを運営している（PhilPapers）。
- "Philo"、 "Consciousness and Cognition"、 "the Journal of Consciousness Studies"、 "Psyche"といった複数の論文誌で編集委員を務めている。
- 2010年のジョンロック講義を担当。
- 1999年に製作されたアメリカのSF映画『マトリックス』に強い興味を持っており、ワーナー・ブラザース社のホームページで、映画の内容に関する詳細な哲学的論考を展開している 見る
- チャーマーズは視覚的なクオリアの一例としてしばしば「奥行き」の感覚を挙げる。しかし意識体験に関する議論の文脈で奥行きの感覚を典型例として挙げる研究者はそう多くない。これにはちょっとしたエピソードがある。チャーマーズは幼少のころ一方の目の視力が非常に良く、逆にもう一方の目の視力は非常に弱かった。とりあえずは良い方の目のおかげで、世界はくっきり・はっきりと見えていたという。しかし10歳のある日のこと、初めてメガネをかけてみた所、突如として世界が、格段に三次元になった、という。これは当時のチャーマーズにとっては神秘的に感じられたらしく、かつ今も彼の驚異 の源泉となっているという[19]。
- 長髪にヒゲ、ネイティブ・アメリカン達のモチーフが描かれたTシャツに黒の革ジャン、そしてジーパン、というラフなスタイルを好む。彼のサイトにあるギャラリーも参照のこと。
- チャーマーズの理論に強い影響を受けたと考えられる人物の一人として、茂木健一郎がいる。茂木はクオリアの数学的表現を得ることを研究の中心課題として挙げており、また著作中でも「意識に関するほんとうの科学」への想いをつづっていた（しかしながら現在の茂木は純粋な研究者としての活動よりもタレント的な活動へと重点がシフトしつつあり、現在も上に書いたような研究を本当に続けているのかは定かではない）。

## 著作
- The Conscious Mind: In Search of a Fundamental Theory (1996). Oxford University Press. hardcover: ISBN 0-19-511789-1, paperback: ISBN 0-19-510553-2
林一訳『意識する心――脳と精神の根本理論を求めて』白揚社、2001年
- Toward a Science of Consciousness III: The Third Tucson Discussions and Debates (1999). Stuart R. Hameroff, Alfred W. Kaszniak and David J. Chalmers (Editors). The MIT Press. ISBN 0-262-58181-7
- Philosophy of Mind: Classical and Contemporary Readings (2002). (Editor). Oxford University Press. ISBN 0-19-514581-X or ISBN 0-19-514580-1
- The Character of Consciousness (2010). Oxford University Press. hardcover: ISBN 0-19-531110-8, paperback: ISBN 0-19-531111-6
太田紘史、源河亨、佐金武、佐藤亮司、前田高弘、山口尚訳『意識の諸相〔上・下〕』春秋社、2016年
- Constructing The World (2012). Oxford University Press. hardcover: ISBN 978-0-19-960857-7, paperback: ISBN 978-0199608584
- Reality+: Virtual Worlds and the Problems of Philosophy (2022). W. W. Norton & Company. Hardcover: ISBN 978-0-393-63580-5
  - 高橋則明訳『リアリティ+ バーチャル世界をめぐる哲学の挑戦〔上・下〕』NHK出版、2023年

## 関連文献
日本語のオープンアクセス文献
- 青山拓央, 「現象報告のパラドックス」『千葉大学社会文化科学研究科研究プロジェクト報告書』 101集『主体概念の再検討』, 千葉大学大学院社会文化科学研究科,  p.1-5, 2005年
- 佐金武, 「チャーマーズの「意識しない心」について - 思考可能性と意識の不在をめぐる問い -」『哲学論叢』 33巻 2006年 p.67-78, 京都大学哲学論叢刊行会
- 柴田正良, 「ゾンビは論理的可能性ですらないか: チャルマーズに対する -pros and cons-」『コネクショニズムの哲学的意義の研究』 2000-2002巻 p.47-66, 南山大学人文学部 / 金沢大学文学部
- 鈴木貴之, 「意識のハードプロブレムと思考可能性論法」『哲学』 2004巻 55号 2004年 p.193-205,29, 日本哲学会, doi:10.11439/philosophy1952.2004.193, NAID 130003661449
- 武田一博, 「D.チャーマーズは心の唯物論を論駁したか?」『沖縄国際大学総合学術研究紀要』 6巻 1号 2003年 p.93-109, NAID 110000971312
- 水本正晴, 「ゾンビの可能性」『科学哲学』 39巻 1号 2006年 p.63-77, 日本哲学会, doi:10.4216/jpssj.39.63